# Nguyễn Thị Lĩnh
Nguyễn Thị Lĩnh (tên gọi khác: Nguyễn Thị Trâm, sinh ngày 8 tháng 10 năm 1965) là chính trị gia người Việt Nam. Bà là Phó Chủ tịch Ủy ban nhân dân tỉnh Thái Bình nhiệm kì 2011-2016. Bà từng là đại biểu Quốc hội Việt Nam khóa X, thuộc đoàn đại biểu Thái Bình.

## Tiểu sử
Nguyễn Thị Lĩnh sinh ngày 8 tháng 10 năm 1965, người dân tộc Kinh, không theo tôn giáo nào.
Bà có quê quán ở xã Hòa Bình, huyện Vũ Thư, tỉnh Thái Bình.
Bà có bằng Đại học Luật.
Bà từng là đại biểu Quốc hội Việt Nam khóa X, thuộc đoàn đại biểu Thái Bình, kiêm ủy viên thường vụ, Chánh văn phòng Hội LHPN tỉnh Thái Bình.
Ngày 31 tháng 12 năm 2015, tại phiên họp thứ hai kỳ họp lần thứ 11 Hội đồng Nhân dân tỉnh Thái Bình khóa 15 nhiệm kỳ 2011-2016, các đại biểu đã bầu bà làm Phó Chủ tịch Ủy ban nhân dân tỉnh Thái Bình nhiệm kì 2011-2016.